# Festuca riloensis
Festuca riloensis là một loài thực vật có hoa trong họ Hòa thảo. Loài này được (Hack. ex Hayek) Markgr.-Dann. mô tả khoa học đầu tiên năm 1978.